# 카자크인들

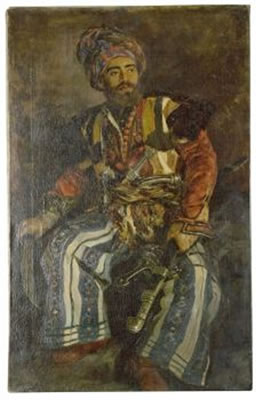
묘사된 카자크인

카자크인들(러시아어: Казаки, 영어: The Cossacks)은 레프 톨스토이가 1863년에 쓴 단편 소설로 초기에는 '젊은 남자'라고 불리었다. 이반 투르게네프는 이 작품을 톨스토이가 가장 아끼는 작품이라고 여겼다.
이 작품은 톨스토이의 자전적 이야기를 담고 있다고 보여진다.  그가 어렸을 때의 방탕한 삶을 주인공 드미트리에 묘사하였고, 평범한 삶을 버리고 군대에 입대하면서 벌어지는 일들을 그려내었다.